# Malé Březno
Malé Březno är en ort i Tjeckien.   Den ligger i regionen Ústí nad Labem, i den nordvästra delen av landet, 70 km norr om huvudstaden Prag. Malé Březno ligger 147 meter över havet och antalet invånare är 516.
Terrängen runt Malé Březno är huvudsakligen lite kuperad. Malé Březno ligger nere i en dal. Runt Malé Březno är det ganska glesbefolkat, med 24 invånare per kvadratkilometer. Närmaste större samhälle är Ústí nad Labem, 9,9 km väster om Malé Březno. I omgivningarna runt Malé Březno växer i huvudsak blandskog.